# 7713 Tsutomu
7713 Tsutomu (1995 YE) là một tiểu hành tinh vành đai chính được phát hiện ngày 17 tháng 12 năm 1995 bởi T. Kobayashi ở Oizumi.